# هتا (حرف)
هتا (حرف) (بزرگ Ͱ، کوچکͱ; (به یونانی: ἧτα) [heta] ) حرف الفبای یونانی است, هتا صدای /h/ را داشت و به تدریج به حرف اتا تغییر کرد و صدای خود را از دست داد. 